# Bérengère Poletti

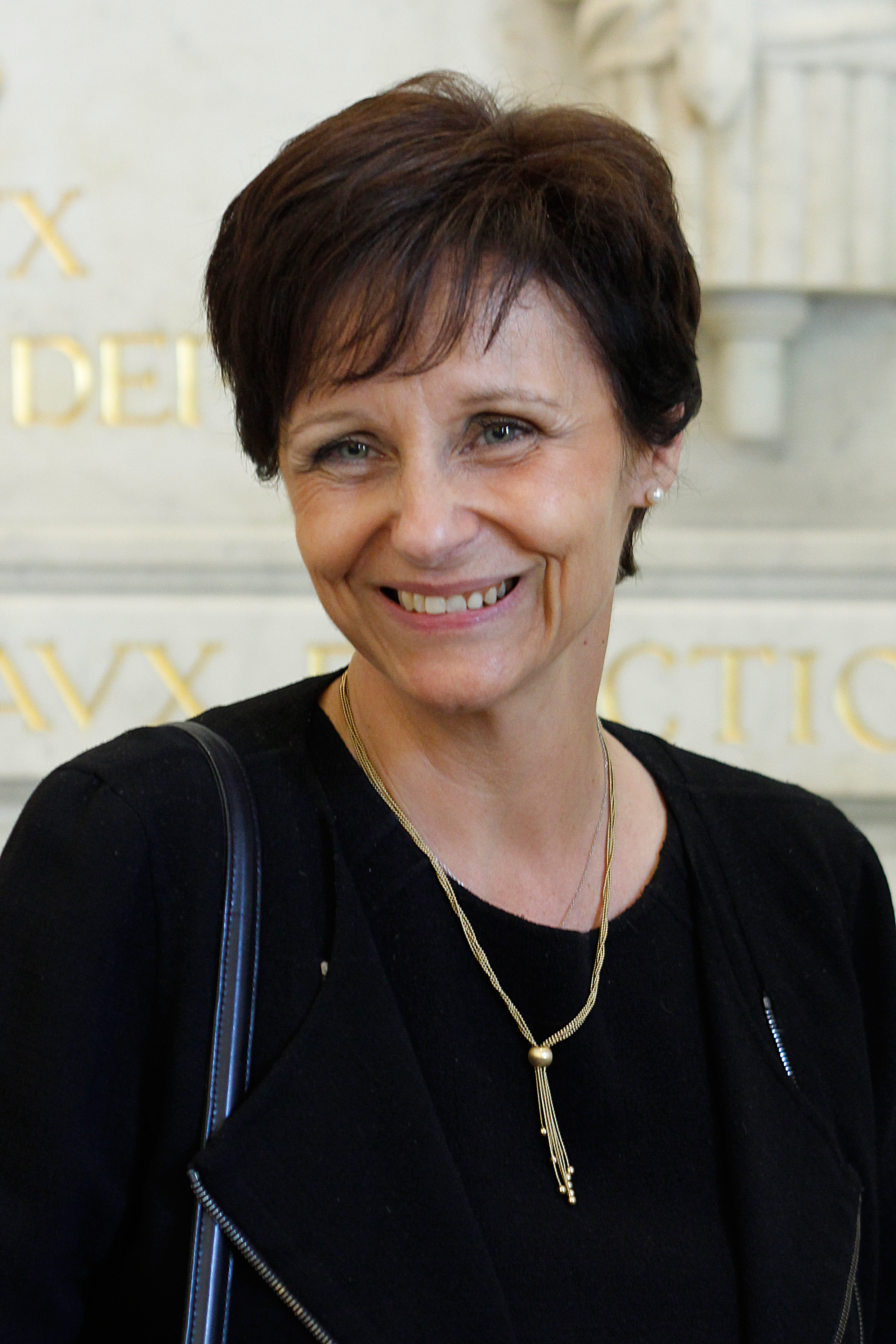
Bérengère Poletti

Bérengère Poletti (* 14. Oktober 1959 in Biencourt-sur-Orge, Département Meuse) ist eine französische Politikerin. Sie ist seit 2002 Abgeordnete der Nationalversammlung.
Poletti arbeitete zuerst als Hebamme in einem Krankenhaus in Reims, machte sich in Charleville-Mézières vorübergehend selbständig, bevor sie erneut in einem Krankenhaus arbeitete. 1995 begann mit ihrem Einzug in den Gemeinderat von Charleville-Mézières ihre politische Tätigkeit. Sie zog auch in den Regionalrat der Region Champagne-Ardenne ein und wurde 1998 zur stellvertretenden Präsidentin des Rats gewählt. 2002 wurde sie im ersten Wahlkreis des Départements Ardennes für die UMP in die Nationalversammlung gewählt. 2007, 2012 und 2017 wurde sie als Abgeordnete wiedergewählt.